# Montañas Viphya
Montañas Viphya es el nombre que recibe una cordillera en la parte central del país africano de Malaui, que se extiende en forma paralela al Lago Malaui. Con 209 kilómetros de longitud, el sistema montañoso se vuelve más pronunciado a medida que se llega a las tierras altas en el norte de Malaui. La meseta Viphya, en el que también está el bosque de Viphya, es parte del paisaje.
La cordillera se extiende en la región norte del valle del río Dwambasi, al pie de la meseta Nyika.